# 'O sole mio
'O sole mio (срп. О сунце моје) је наполитанска песма написана 1898. године.

## Историја
Ђовани Капуро, новинар и уредник културних страница новина Рома из Напуља, написао је 1898. стихове песме поверавајући музичку композицију Едуарду ди Капуи. У то време ди Капуа је био у Одеси, у Руској Империји, са својим оцем који је био виолиниста. Претпоставља се да је музика инспирисана изласком сунца над Црним морем.
'O sole mio је једна од најпознатијих песама свих времена, али није донела много својим ауторима, Капуру и Ди Капуи, који су умрли у сиромаштву 1920. и 1917. године.

## Извођачи
Најпознатије верзије песме извели су Енрико Карузо, Лучано Павароти (сам и у оквиру групе Три тенора), Андреа Бочели и други. Песме There's No Tomorrow Тонија Мартина и It's Now or Never Елвиса Преслија се базирају на песми 'O sole mio.